# سيلفيا ألبانو
سيلفيا ألبانو (بالإيطالية: Silvia Albano)‏ مواليد 12 سبتمبر 1994 في باليرمو، هي لاعبة كرة مضرب إيطالية تلعب باليد اليمنى وتحتل حالياً المرتبة 1012 (يوليو 4, 2011) في تصنيف رابطة محترفات كرة المضرب. أعلى تصنيف لها في الفردي كان 954. أعلى تصنيف لها في الزوجي كان المركز الـ 941 في سنة 2010.

## روابط خارجية
- سيلفيا ألبانو على موقع رابطة محترفات التنس (الإنجليزية)
- سيلفيا ألبانو على موقع الاتحاد الدولي لكرة المضرب (الإنجليزية)
- سيلفيا ألبانو على موقع إي إس بي إن.كوم (الإنجليزية)